# Les chemins de ma maison
Les chemins de ma maison — франкоязычный студийный альбом канадской певицы Селин Дион, вышедший в Квебеке, Канада, в 1983 году. Это её четвёртый франкоязычный альбом.

## Информация об альбоме
Большинство треков для этого альбома были написаны поэтом-песенником Эдди Марне, который выступал в качестве соавтора и сопродюсера большинства ранних альбомов Селин Дион. «Les chemins de ma maison» также содержит 2 кавер-версии: «Ne me plaignez pas», в оригинале записанную шотландской певицей Шиной Истон в 1982 году, и «Mamy Blue», исполнявшуюся многими артистами, такими как Николетта, Далида, Роджер Уиттакер и Хулио Иглесиас среди прочих.
В поддержку альбома был организован концертный тур (1983—1984) и снята специальная ТВ-программа для телевидения Квебека.
Первый сингл, «Mon ami m’a quittée», имел большой коммерческий успех. Песня поднялась на вершину чарта Квебека и провела на высшей позиции девять недель.
Альбом разошёлся тиражом 100 000 экземпляров и получил золотую сертификацию в Канаде. В 1984 году он получил премию «Félix» в номинации «Наиболее продаваемый альбом года».
В октябре 1983 года Селин Дион выпустила свой первый альбом во Франции, «Du soleil au cœur», с той же обложкой, что и «Les chemins de ma maison». Этот французский релиз включал в себя 6 треков из «Les chemins de ma maison».

## Список композиций
| №   | Название                   | Автор(ы)                                  | Продюсер(ы)        | Длительность |
| --- | -------------------------- | ----------------------------------------- | ------------------ | ------------ |
| 1.  | «Mon ami m'a quittée»      | Эдди Марне Тьерри Жофруа Кристиан Луажеро | Марне Руди Паскаль | 3:05         |
| 2.  | «Toi sur ta montagne»      | Марне Ален Норо                           | Рене Анжелил       | 4:03         |
| 3.  | «Ne me plaignez pas»       | Марне Стив Томпсон                        | Анжелил            | 3:05         |
| 4.  | «Vivre et donner»          | Марне Бен Кей                             | Анжелил            | 2:34         |
| 5.  | «Mamy Blue»                | Юбер Жиро                                 | Анжелил            | 3:24         |
| 6.  | «Du soleil au cœur»        | Марне Жан-Клон Массулье Андре Попп        | Марне Паскаль      | 2:46         |
| 7.  | «Et puis un jour»          | Марне Норо                                | Анжелил            | 3:17         |
| 8.  | «Hello mister Sam»         | Марне Жофруа Луажеро                      | Марне Паскаль      | 4:17         |
| 9.  | «La do do la do»           | Марне Кристиан Гобер                      | Марне Паскаль      | 3:06         |
| 10. | «Les chemins de ma maison» | Марне Ален Бернар Патрик Леметр           | Марне Паскаль      | 4:16         |

## Сертификации
| Регион                | Сертификация | Продажи |
| --------------------- | ------------ | ------- |
| Канада (Music Canada) | Золотой      | 100 000 |

## Награды
| Год  | Премия       | Награда                                                       |
| ---- | ------------ | ------------------------------------------------------------- |
| 1984 | Félix Awards | Наиболее продаваемый альбом года — «Les chemins de ma maison» |
| 1984 | Félix Awards | Певица года                                                   |

## Хронология релиза альбома
| Регион | Дата выпуска     | Лейбл   | Формат   | Каталог   |
| ------ | ---------------- | ------- | -------- | --------- |
| Канада | 7 сентября, 1983 | Saisons | LP       | 165233 1  |
| Канада | 7 сентября, 1983 | Saisons | Cassette | 1665233 4 |